# Blancafort, Cher
Blancafort är en kommun i departementet Cher i regionen Centre-Val de Loire i de centrala delarna av Frankrike. Kommunen ligger  i kantonen Argent-sur-Sauldre som tillhör arrondissementet Vierzon. År 2022 hade Blancafort 1 002 invånare.

## Geografi
Blancafort ligger på gränsen mellan Berry och Sologne, i vad som kallas Pays-Fort.

## Befolkningsutveckling
Antalet invånare i kommunen Blancafort
Referens: INSEE